# Ossages
Ossages – miejscowość i gmina we Francji, w regionie Nowa Akwitania, w departamencie Landy.
Według danych na rok 1990 gminę zamieszkiwało 386 osób, a gęstość zaludnienia wynosiła 27 osób/km² (wśród 2290 gmin Akwitanii Ossages plasuje się na 804. miejscu pod względem liczby ludności, natomiast pod względem powierzchni na miejscu 798.).